# Halyomorpha halys

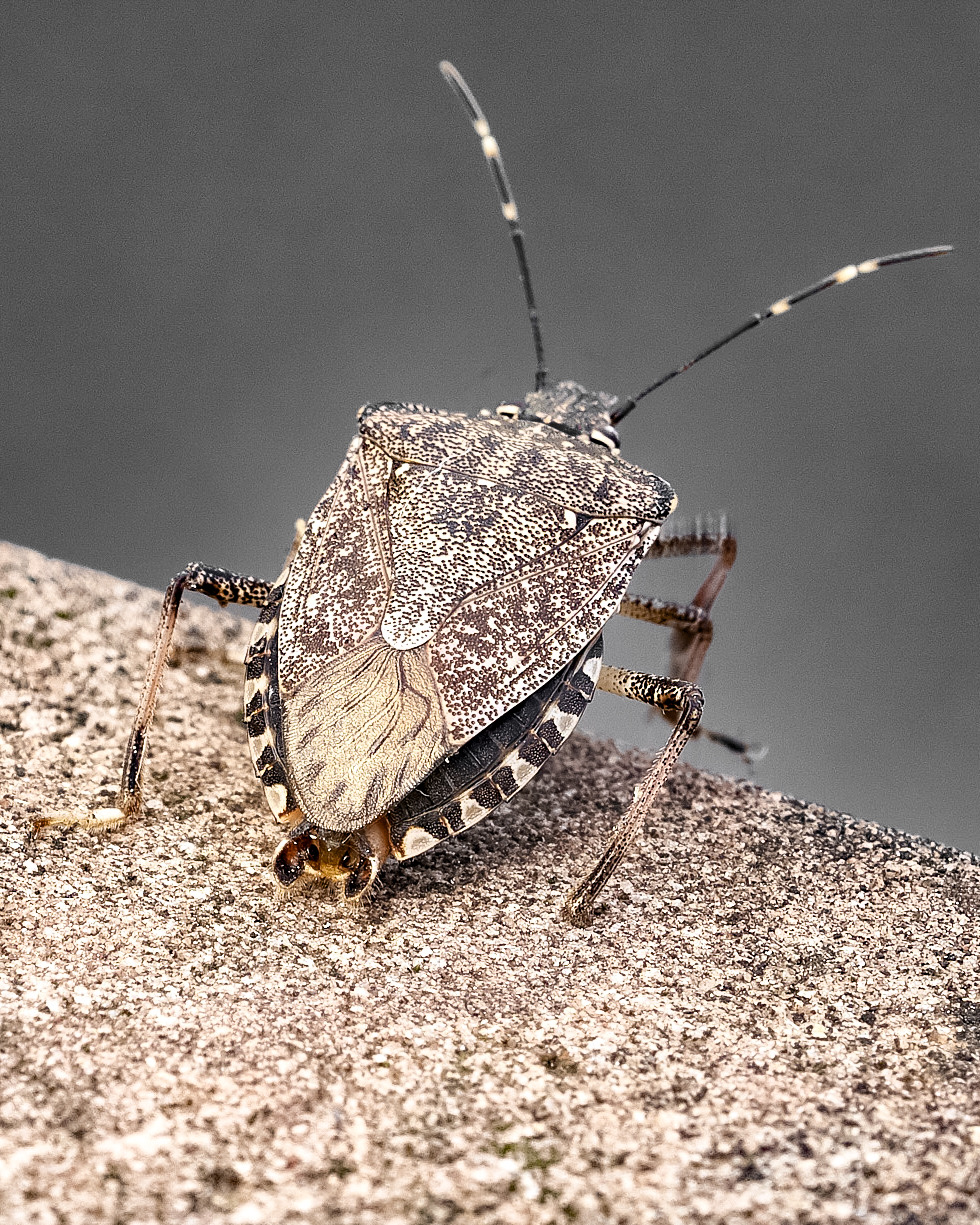
Halyomorpha halys

La cimice marmorata (detta anche cimice asiatica, Halyomorpha halys Stål, 1855) è un insetto parassita della famiglia Pentatomidae (ordine rincoti), originario di Cina, Giappone e Taiwan. È stato accidentalmente introdotto negli Stati Uniti coi primi esemplari osservati nel mese di settembre 1998. H. halys è considerata un insetto dannoso all'agricoltura e dal 2010-11 è diventato un fitofago stabile dei frutteti degli USA.
In Italia il primo esemplare è stato rinvenuto in provincia di Modena nel settembre 2012 e studiato dall'Università di Modena e Reggio Emilia.

## Descrizione

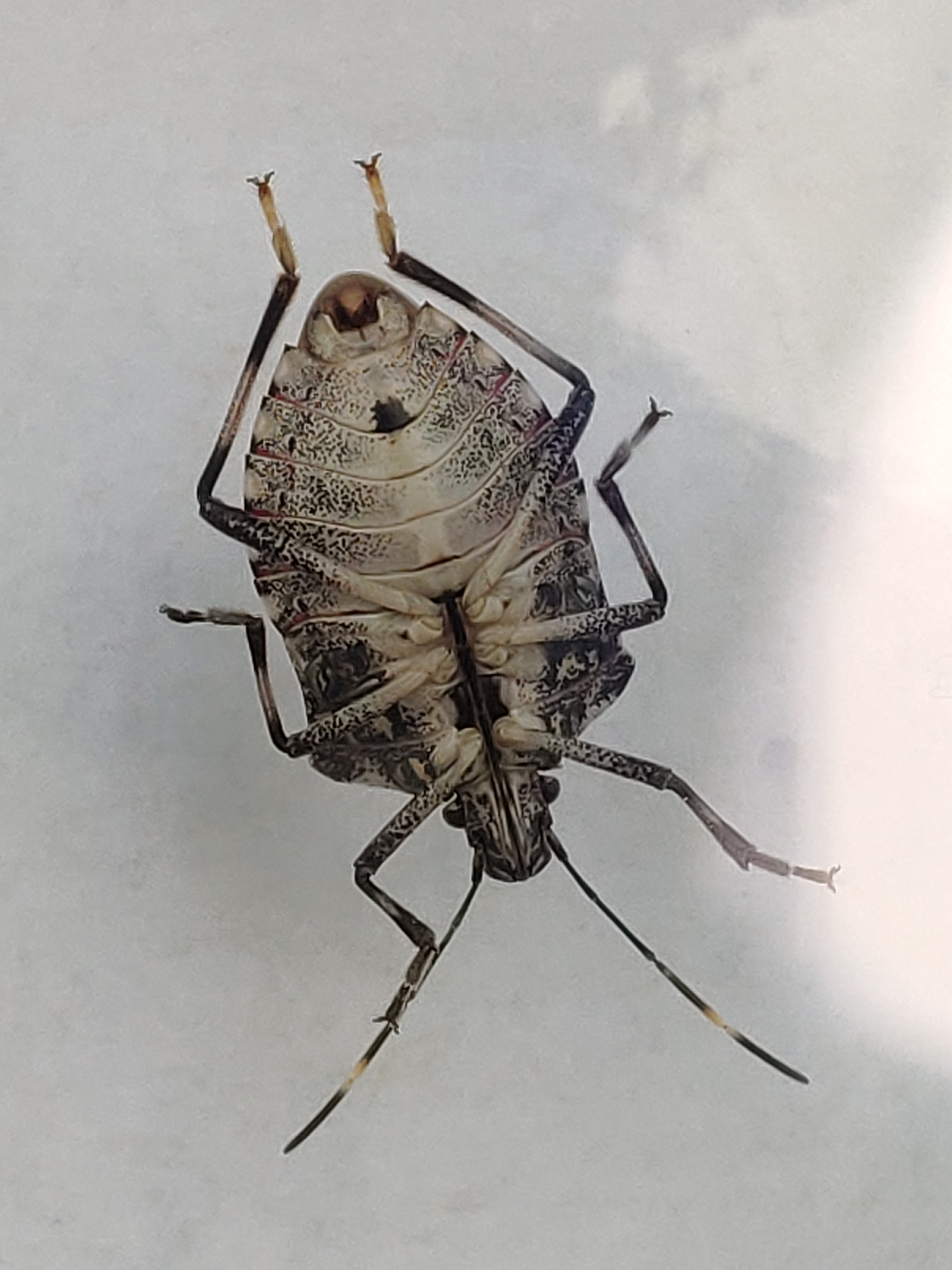
Vista inferiore del corpo

Gli adulti sono lunghi circa 1,7 centimetri e hanno la caratteristica forma a scudo comune anche in altre cimici. Ci sono varie tonalità di bruno sulla parte superiore e sul lato inferiore, con toni di grigio, bianco sporco, nero, rame e macchie di colore bluastro. Altri caratteri di riconoscimento di questa specie comprendono le bande luminose alternate sulle antenne e bande scure alternate sul bordo esterno dell'addome. Le zampe sono marroni con deboli chiazze bianche o strisce. Lo sbocco delle ghiandole odorifere si trova sul lato inferiore del torace, tra la prima e la seconda coppia di zampe, e sulla superficie dorsale dell'addome.
Nei luoghi di origine (Giappone, Cina, penisola coreana e Taiwan) si ha una sola generazione all'anno, mentre nelle zone più favorevoli fino a quattro. Le femmine si accoppiano più volte di seguito e l'accoppiamento dura circa 10 minuti (molto meno rispetto a specie affini). Vengono depositate tra 100 e 500 uova, con una media intorno a 250 uova. Il tempo di sviluppo degli animali adulti dipende dalla temperatura e dalla dieta (in condizioni di laboratorio dura circa 50 giorni). Può essere confusa con Rhaphigaster nebulosa.

## Biologia
H. halys è un insetto infestante altamente polifago che può causare danni estesi alla frutticoltura (soprattutto alle Rosaceae) e all'orticoltura (soprattutto Fabaceae). In Giappone è un fitofago che attacca la soia e i fruttiferi. Negli Stati Uniti infesta, a partire dalla fine di maggio o all'inizio di giugno, una vasta gamma di fruttiferi e ortaggi tra cui pesco, melo, fagiolino, soia, ciliegio, lampone e pero. Si tratta di un insetto che per nutrirsi perfora i tegumenti della pianta ospite con l'apparato boccale modificato; questa modalità di alimentazione comporta, in parte, la formazione di fossette o aree necrotiche sulla superficie esterna dei frutti, la punteggiatura della foglia, la perdita di semi, e l'eventuale trasmissione di fitopatogeni.
H. halys penetra nelle case in autunno con più frequenza di altri membri della famiglia. L'insetto sopravvive all'inverno come adulto, riparandosi all'interno di case e altri ripari a partire dalle serate autunnali più fredde, spesso riunendosi a migliaia di individui nei siti di svernamento. Gli adulti possono vivere da diversi mesi a un anno. Una volta all'interno del riparo, vanno in stato di ibernazione e aspettano la fine dell'inverno; tuttavia il calore all'interno della casa spesso li induce a ridiventare attivi, e possono volare maldestramente intorno a lampadari o altre fonti luminose.

## Controllo
Sono stati sviluppati appositi feromoni artificiali che possono essere utilizzati come esca per trappole. Poiché gli insetti introducono l'apparato boccale in profondità sotto la superficie dei frutti per nutrirsi, alcuni insetticidi sono inefficaci; inoltre, questi insetti sono altamente mobili, e una nuova popolazione può reinsediarsi rapidamente dopo che la popolazione residente è stata eliminata. Nel caso di infestazione della soia, si è visto che spruzzare solo il perimetro di un campo può essere efficace. A partire dal 2012, le popolazioni dei predatori autoctoni come le vespe e gli uccelli insettivori hanno mostrato segni di aumento numerico essendosi adattate alla nuova fonte di cibo.

## Nemici naturali
In Cina il Trissolcus japonicus, un imenottero parassitoide della famiglia Scelionidae, è un antagonista naturale di H. halys. Anche in Italia si sta cercando di sperimentare l'inserimento di questo insetto all'interno dell'ecosistema. Anche la specie nativa europea Anastatus bifasciatus è in grado di controllare la cimice asiatica